# Blockout 2024
Blockout 2024 (được cách điệu dưới dạng hashtag #Blockout2024), còn được gọi là Chiến dịch Blockout (tiếng Anh: Operation Blockout) hay Bữa tiệc chặn người nổi tiếng (tiếng Anh: Celebrity Block Party), là một phong trào trực tuyến nhằm chặn các tài khoản mạng xã hội của các người nổi tiếng và tổ chức, liên quan đến sự im lặng hoặc ủng hộ của họ đối với Israel trong cuộc chiến ở Gaza. Làn sóng bất mãn đã bùng lên trên các nền tảng mạng xã hội vào ngày 6 tháng 5 năm 2024, sau sự kiện Met Gala, một sự kiện gây quỹ hàng năm. Phản ứng này sau đó đã được thúc đẩy thông qua việc lan truyền các bức ảnh người nổi tiếng với trang phục lộng lẫy. Một số trong nhóm người này đã không công khai lên tiếng về cuộc xung đột đã diễn ra ở dải Gaza, địa điểm xảy ra các cuộc không kích liên tục của Israel gây ra cái chết của hơn 35.000 người. Sự thiếu bình luận công khai về vấn đề này của người nổi tiếng đã bị cộng đồng mạng chỉ trích.

## Tiền đề
Phong trào Blockout bắt đầu từ các bài đăng trên TikTok sau sự kiện Met Gala diễn ra hôm 6 tháng 5 năm 2024. Sự kiện thời trang kén chọn khách mời với vé giá 75.000 đô la Mỹ thu hút sự tham gia của nhiều người nổi tiếng có sức ảnh hưởng và đã gây ra các so sánh về sự chênh lệch giai cấp giống như trò chơi Đấu trường sinh tử, nhà báo USA Today, Nicole Russell gọi đây là "một sự kiện hóa trang mù quáng về sự thừa thãi và đạo đức giả". Một bài đăng từ người có sức ảnh hưởng Haley Kalil (còn được biết đến với tài khoản @haleyybaylee trên mạng xã hội) đã trở nên phổ biến khi cô nói câu "Hãy cho họ ăn bánh" (tiếng Anh: Let them eat cake) theo phong cách của Marie Antoinette. Sau các cuộc biểu tình phản chiến ở khuôn viên trường đại học gần đây, cuộc tấn công Rafah đang diễn ra, và các cuộc biểu tình ngoài Viện bảo tàng Mỹ thuật Metropolitan, sự tương phản này đã trở thành đề tài cho các bài đăng và phong trào trực tuyến. Cùng với việc Macklemore phát hành ca khúc "Hind's Hall" cùng ngày với sự kiện tại Met Gala đã làm nhiều người chú ý đến với lời bài hát: "Ngành công nghiệp âm nhạc im lặng, đồng lõa trong nền tảng của họ là sự im lặng" (tiếng Anh: The music industry's quiet, complicit in their platform of silence).

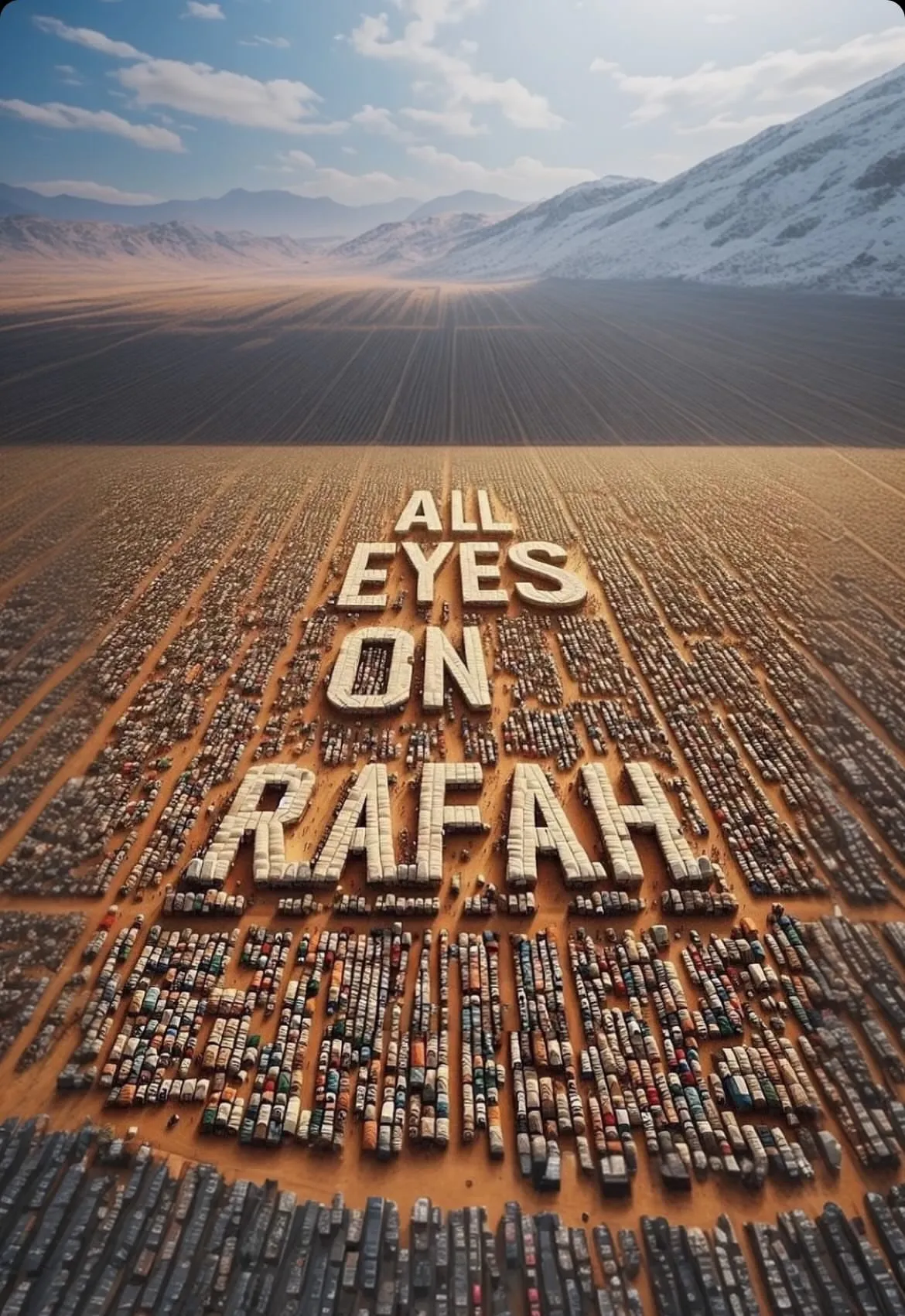
Hình ảnh từ trí tuệ nhân tạo cho khẩu hiệu "All Eyes On Rafah".

Ngay sau sự kiện, một tài khoản TikTok có tên @BlockOut2024 đã đăng một video khuyến khích người dùng chặn người nổi tiếng tham gia sự kiện Met Gala và những người khác trên mạng xã hội, trong khi một số khác cho rằng nỗ lực này bắt nguồn từ tài khoản @ladyfromtheoutside. Do đề cập đến Antoinette, các hoạt động này cũng đã được gọi là "máy chém" hoặc "máy chém điện tử". Từ đây hàng loạt các bài đăng liên quan đến hashtag #blockout2024 và #celebrityblocklist bắt đầu trở nên phổ biến, cùng với hashtag #AllEyesOnRafah (được hiểu: Mọi ánh mắt đổ dồn về Rafah). Một hình ảnh được làm từ trí tuệ nhân tạo, cùng dòng chữ "All Eyes On Rafah" cũng đã được chia sẻ ít nhất 44 triệu lần trên Instagram mô tả hình ảnh các lều tạm trú của người trị nạn tại Rafah và cố gắng cảnh báo Israel về việc cả thế giới đang theo chặt hành động của quốc gia này.

## Đối tượng
Những người nổi tiếng bị nhắm đến phong trào này bao gồm Gal Gadot, Selena Gomez, Drake, Justin Bieber, Hailey Bieber, Beyoncé, Cardi B, Nicki Minaj, Zendaya, Kim Kardashian, Harry Styles, Jojo Siwa, Ellen DeGeneres, Kevin Hart, Dwayne Johnson, Shakira, Kylie Jenner và Taylor Swift. Nhiều người nổi tiếng đã bị mất từ hàng nghìn đến hàng triệu theo dõi chỉ trong vòng một đêm, điển hình như Kylie Jenner đã bị mất 50.000 người theo dõi, Selena Gomez bị mất 164.300 người theo dõi, Khloé Kardashian bị mất lên tới gần 200.000 người theo dõi, Taylor Swift bị mất khoảng gần 400.000 lượt theo dõi trên Instagram, Kim Kardashian bị mất 475.000 người theo dõi cũng trên Instagram... kể từ khi chiến dịch được bắt đầu. Nhiều tài khoản khác nhau dành riêng cho phong trào đã được lập nên trên các nền tảng truyền thông xã hội như TikTok và Instagram, những tài khoản này tổng hợp danh sách những người nổi tiếng và liên kết đến tài khoản của họ để các nhà hoạt động chặn. Sau việc đó, một số người trong số những người bị nhắm đến ban đầu đã đăng video khuyến khích quyên góp cho các nỗ lực hỗ trợ và cứu trợ ở Gaza, bao gồm Lizzo và Chris Olsen. Tuy nhiên, một số người hâm mộ cho rằng, việc phản ứng này của những người nổi tiếng chỉ là để phản ứng lại dư luận chứ không phải thực sự lo lắng về tình hình tại Gaza. Chiến dịch này sau đó cũng đã tạo ra các danh sách theo từng quốc gia cụ thể, chẳng hạn như danh sách ở Malaysia.